# Stephen Darby
Stephen Darby (Liverpool, Inglaterra, 6 de octubre de 1988) es un exfutbolista inglés que jugaba de defensa y su último equipo fue el Bolton Wanderers F. C. de Inglaterra.

## Biografía
El 18 de julio de 2006 el sitio oficial de Liverpool anunció que cinco jugadores de la academia habían sido promovidos a Melwood, Stephen fue uno de ellos. Darby jugó la Copa FA Juvenil ganando en 2006 y 2007, derrotando al Manchester City y al Manchester United en las finales, respectivamente, siendo el capitán del equipo en el 2006. Fue seleccionado para el equipo que jugó contra el Galatasaray en el grupo de la Liga de Campeones de la UEFA en diciembre de 2006, pero fue suplente y no fue utilizado en ese partido.
Durante la temporada 2007-08 Darby fue el capitán del equipo de reservas del Liverpool que terminó la campaña como el norte y los campeones nacionales. Sus actuaciones le valieron elogios de gerente Gary Ablett llamándolo "el Sr. Coherencia".
Su primera aparición en un partido oficial fue como suplente en el Liverpool en la cuarta ronda de la Copa de la Liga perdiendo contra Tottenham Hotspur.
Hizo su debut en la Liga de Campeones contra el PSV Eindhoven el 9 de diciembre, como un suplente a compañeros como Jay Spearing y Martin Kelly.
En 2012 consigue la carta de libertad del Liverpool, tras tres cesiones consecutivas: Swindon Town (marzo de 2010 a final temporada 2009-10),  Notts County (2010-11) y Rochdale A. F. C. (2011-12).
En julio de 2012 se incorpora a las filas del Bradford City A. F. C. inglés, firmando un contrato de dos años, renovado posteriormente por tres años más.
En julio de 2017 ficha por dos años con el Bolton Wanderers inglés.
El 18 de septiembre de 2018 anunció su retirada del fútbol a los 29 años, a causa de habérsele diagnosticado la enfermedad de la motoneurona de forma terminal.

## Selección nacional
Fue internacional con la selección de fútbol sub-20 de Inglaterra.

## Clubes
| Club                        | País       | Año       |
| --------------------------- | ---------- | --------- |
| Liverpool F. C.             | Inglaterra | 2008-2012 |
| Swindon Town F. C. (cedido) | Inglaterra | 2010      |
| Notts County F. C. (cedido) | Inglaterra | 2010-2011 |
| Rochdale A. F. C. (cedido)  | Inglaterra | 2011-2012 |
| Bradford City A. F. C.      | Inglaterra | 2012-2017 |
| Bolton Wanderers F. C.      | Inglaterra | 2017-2018 |